# 利斯卡德
利斯卡德（Liskeard）是英格蘭的一個城鎮和民政教區，位於英格蘭西南部康沃爾郡的東南部。利斯卡德有人口9,417人。

## 友好城市
- 法國 坎佩莱